# Mollebusch

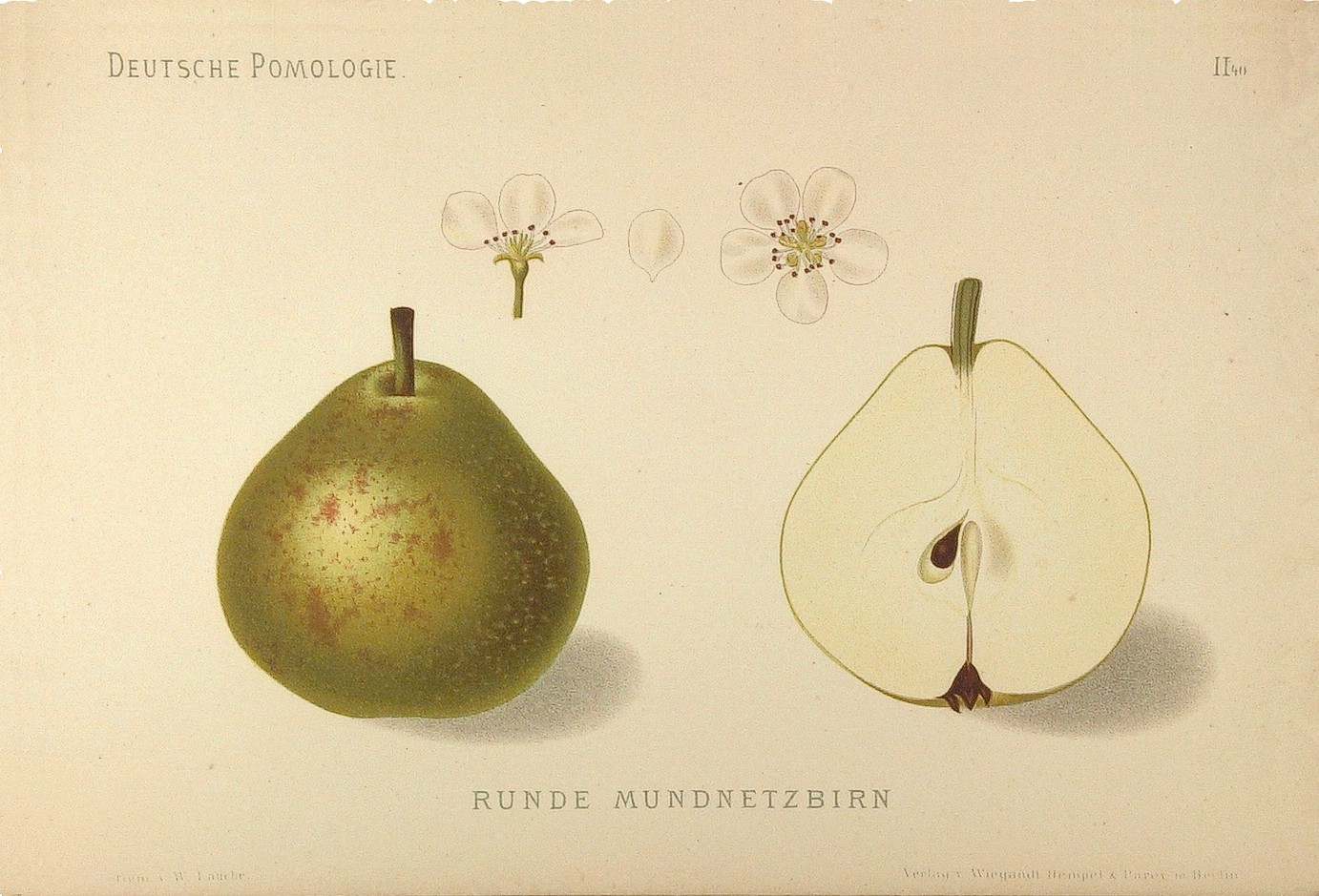
Mundnetzbirn, Zeichnung von Wilhelm Lauche

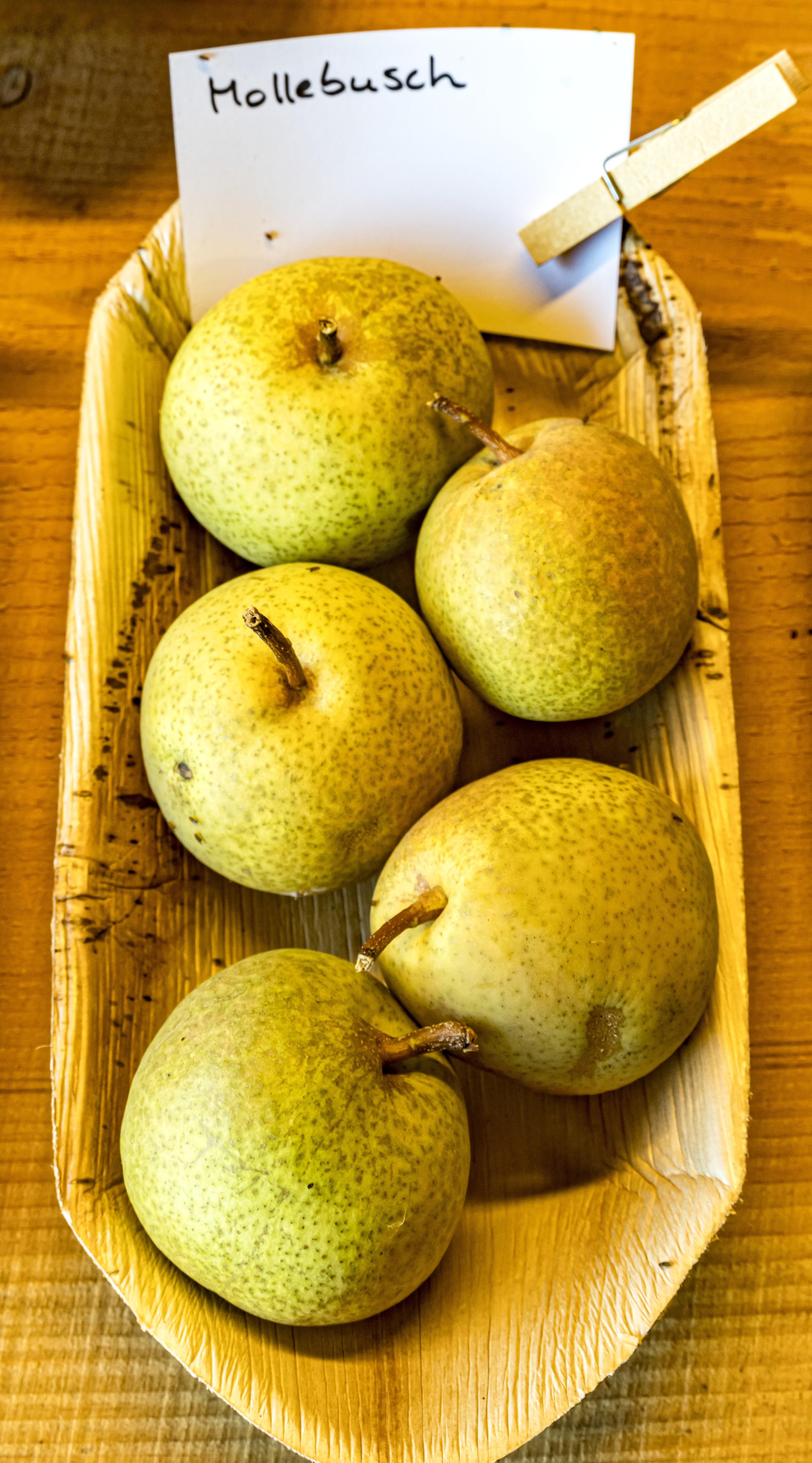

Die ‘Mollebusch’ ist eine Sorte der Birne (Pyrus communis), die bereits 1628 in Frankreich bekannt gewesen sein soll. Der ursprüngliche Name sei Mouille bouche, was auch zu der Bezeichnung ‘Mundnetzbirne’ geführt hat. Sie wird noch heute im Rhein-Main-Gebiet, an der Bergstraße und in Franken angebaut.
Der Baum wird groß und wächst stark. Die Blätter sind im Austrieb behaart, rundlich geformt, der Blattgrund ist abgerundet bis angedeutet herzförmig.
Die Frucht ist mittelgroß (120 bis 150 Gramm) und rundlich bis kegelförmig, die Schale stört auf Grund ihrer Härte und Dicke beim Verzehr. Die Grundfarbe ist gelbgrün, sonnenseits etwas rötlich, zum Kelch hin berostet. Das Fruchtfleisch wird in warmen Lagen feinkörnig, saftig und halb schmelzend. Der Geschmack ist angenehm süß mit gutem Aroma. Die Früchte sind ab Ende September erntereif und etwa vier Wochen haltbar.
Der Baum ist sehr stark anfällig für Feuerbrand und stark für Schorf. Er verlangt nährstoffreiche Böden, die Früchte sind anfällig für Glasigkeit.
Siehe auch: Liste der Birnensorten

## Belege
- Unsere besten deutschen Obstsorten. Band 2: Birnen. Bechtholdverlag, Wiesbaden 1930, online bei BUND-Lemgo.
- Walter Hartmann (Hrsg.): Farbatlas Alte Obstsorten. 2., stark überarbeitete Auflage. Ulmer, Stuttgart 2003, ISBN 3-8001-4394-1, S. 213.